# デーヴィッド・キャメロン
チッピングノートンのキャメロン男爵デーヴィッド・ウィリアム・ドナルド・キャメロン（英語: David William Donald Cameron, Baron Cameron of Chipping Norton、1966年10月9日 - ）は、イギリスの政治家、一代貴族。同国第4代外務・英連邦・開発大臣、第75代イギリス首相、第20代保守党党首。名はデービッド、デイビッドとも表記される。

## 来歴

### 政治家になるまで
1966年10月9日にロンドンのメリルボーンに誕生する。イートン・カレッジを卒業後、オックスフォード大学で哲学・政治学・経済学を学び、一級優等学位（First Class Honours）を得て卒業した。1988年より保守党調査部に勤務し、マーガレット・サッチャーとジョン・メージャー両政権で政策資料の作成に従事する。また、メージャー政権の財務大臣であったノーマン・ラモントのスピーチライターを務めた。その後、1994年から2001年までイギリスの大手メディアであるカールトンに勤務した。2001年の庶民院議員総選挙では、オックスフォードシャーのウィットニー選挙区に保守党から出馬して初当選した。そして2005年の庶民院議員総選挙で再選した。

### 保守党党首
庶民院議員再選後は影の内閣の教育・技能相を務めていたが、マイケル・ハワードの辞任に伴い行われた保守党党首選挙に「若手による改革」を唱えて出馬する。当初キャメロンの当選は有力視されていなかったが、人気歌手ニール・セダカを彷彿とさせる39歳の若さや爽やかな弁舌が支持を集め、国会議員による予備選を勝ち抜き決選投票に進出。決選投票では、党内の実力者で影の内務大臣だったデイヴィッド・デイヴィスを大差で破り、第20代保守党党首に選出される。ウィリアム・ピット（小ピット）以来、最も議員経験の少ない党首であった。就任後は右寄りに傾きつつあった保守党を中道寄りに修正し、長期政権への倦怠感から不人気に陥ったゴードン・ブラウン労働党政権を上回る支持率を獲得。補欠選挙や地方選挙で快進撃を続け、保守党の党勢回復に成功する。2010年5月の庶民院議員総選挙では、労働党を上回る議席を獲得し第一党の座を奪還するも、事前予測ほど支持が伸びず過半数は獲得できなかったため、第3党の自由民主党に対し、連立政権の樹立を呼びかける。5月11日、ブラウン首相の退陣を受け、保守・自由民主両党による連立政権の樹立に合意した上で、首相に任命された。首相就任時の年齢は43歳7ヶ月であり、1812年の第2代リヴァプール伯爵ロバート・バンクス・ジェンキンソン以来最も若い首相である。就任後、連立政権のパートナーである自由民主党のニック・クレッグを副首相及び枢密院議長に起用し、5月12日に戦後初の連立政権 である第1次キャメロン内閣を発足させた。

### 首相就任
内閣発足直後の5月29日、財務省首席担当官のデイヴィッド・ローズが交際相手の男性（同性愛者）が所有する住宅を間借りし、賃料4万ポンド（約530万円）以上を議員経費の名目で不正に受け取っていた責任を取り辞任するスキャンダルに見舞われた。6月15日、北アイルランドで1972年に発生した血の日曜日事件について、1998年以来イギリス政府が続けてきた調査（サビール調査）報告書の提出を受け、イギリス政府の非を認め謝罪。10月に財政赤字解消のため第二次世界大戦後最大規模の歳出削減案を発表した。
2012年4月10日には日本を訪問した。野田佳彦内閣総理大臣と会談し、日英で防衛装備品の共同開発を進める方向で合意した。
2013年2月にインドを訪問した際には、イギリスがインドを植民地下においていた1919年4月にイギリス植民地軍が起こしたアムリットサルにおける虐殺について「遺憾の意」を表したが、明確に謝罪しなかったために批判を受けた。
2014年9月13日にイスラム教スンナ派の過激派組織ISILが、イギリス国籍の男性を斬首する映像をインターネット上で公開した。自身のTwittet（現・X）で「悪魔の所業だ。犯人を追い詰め、裁判を受けさせるために全力を挙げる」と書き込み、怒りをあらわにした。
2015年に行われた総選挙では、保守党と労働党の支持率は拮抗し、地域政党や右翼政党なども一定の支持を得るなどしていたため、2大政党のどちらかによる単独政権は困難との予想が大半だったが、予想外にも保守党が単独過半数を獲得し、首相を続投することになった。同時に自由民主党との連立を解消した。選挙戦では、首相に再任された場合3期目を目指さないことや、EU離脱の是非を問う国民投票を行うことを公約していた。
2016年6月23日に執行された『イギリスの欧州連合離脱是非を問う国民投票』において、欧州連合離脱派が勝利した結果を受けて「明確な結果が出た以上、私が指導者であることは適切でない」として、イギリス首相を辞する意思を表明。後任の党首にテリーザ・メイが選出されたことを受け、7月13日に首相を退任した。

### 政界引退
2016年9月12日に庶民院議員を辞職して政界を引退すると発表した。前首相が居続けることで、「政権の邪魔になってはいけない」と議員辞職の理由を語っている。

### 辞職後
2016年10月に国立市民サービス（NCS）の会長パトロンとなった。2017年1月、キャメロンは英国アルツハイマー研究財団の理事長となり、認知症に対する誤解への解消と、医学研究資金を募集するキャンペーンを行った。
首相引退後のポスト就任には、イギリス政府諮問委員会の承認を受ける必要がある。委員会は上記の2つのポストに加えて、以下の役職も承認した。
- アメリカのイルミナ・インクのコンサルタント
- UKチャイナファンドの副理事
- ワン・キャンペーンの理事
- アメリカのファースト・データ・コーポレーションのコンサルタント
- 外交問題評議会のメンバー
- ロンドン・スクール・オブ・エコノミクス-オックスフォードによる、脆弱国家の成長に関する委員会の議長
- ワシントン・スピーカーズ・ビューローの登録メンバー
- アフィニティ諮問委員会の会長[16]

### 政界復帰と英国外相への起用
2023年、スナク政権下でパレスチナ問題に係る問題発言を行ったスエラ・ブレイバーマン内務大臣を更迭し、その後任として外務・英連邦・開発大臣のジェームズ・クレバリーを横滑りの形で据えたことにより、キャメロンがクレバリーの後任として外務・英連邦・開発大臣に起用された。
起用に際して政府によって貴族院議員に推挙され、一代貴族の「キャメロン卿」（The Lord Cameron）となった。
政界復帰に伴い、2016年の政界引退後に関わっていた慈善団体や事業からは引退した。
2024年3月、訪米。2024年アメリカ合衆国大統領選挙を戦うドナルド・トランプを訪問したことは、選挙後を見据えた動きとして注目された。
2024年イギリス総選挙で野党・労働党が圧勝し、スターマー内閣が発足した事を受け、同年7月5日に外務・英連邦・開発大臣を退任した。後任には労働党の庶民院議員デイビッド・ラミーが就任。7月8日に保守党が新たに組閣した影の内閣には残らず、アンドリュー・ミッチェルが影の外務大臣となった。

## 政策・主張

### 内政
- 保守党の政治家ではあるものの思いやりのある保守主義を掲げており[23][24][25][26]、従来の保守党のサッチャリズムや労働党の第三の道とも距離を置き、自由民主党と協力する「リベラルな保守」を推進し[27][28][29]、多文化主義は失敗したとして筋肉質な自由主義を主張している[30]。2007年の金融危機の際、政府による金融機関のコントロールが機能しなかった要因について、1997年に実施された金融機関の監督権限の財務省、イングランド銀行（中央銀行）、金融サービス機構（FSA）への分離を挙げ、財務大臣時代にこれを実行した当時のブラウン首相の責任を追及し、FSAを廃止して中央銀行の監督権限を回復させる政策を主張した[3]。
- 警察官や兵士、教師の人員を10%（1割）削減する方針を掲げており、労働党からは「ミスター10%」と揶揄されている。

### 外交
日本の国際連合安全保障理事会常任理事国入りを支持している。

### ヨーロッパ連合離脱の是非を問う国民投票と退陣表明
2013年、国内で高まる欧州懐疑論を抑えるため、欧州連合（EU）から譲歩を引き出し、英国のEUにおける新たな地位を確保すると発表した。2015年には、保守党の選挙公約として、2017年末までにEU離脱の是非を問う国民投票を行うことを約束した。2016年2月20日にEUと新たな合意に至ったことを受け、同年6月23日に英国のEU離脱の是非を問う国民投票が行われることが決定した。
国民投票が行われる数日前には、ドイツのメルケル首相に対して、たとえEU離脱派が敗北したとしてもイギリスへの移民を制限するよう要請していた。EU側もイギリスに対して移民問題で譲歩する姿勢を示す計画であったが、移民問題についてのEU側の譲歩が、EU残留派の弱点だと思われることを恐れたため、計画は実行されなかった。
国民投票の結果は、僅差によるEU離脱派の勝利であった。これを受け翌24日、10月に開かれる保守党党大会で退陣することを明らかにした。しかし、党首選挙で決選投票に残ったアンドレア・レッドサムが7月11日に選挙からの撤退を表明し、テリーザ・メイ内務大臣の当選・次期首相就任が確定したため、予定より早い7月13日に保守党党首及び首相職を退任した。

### 経済政策
2016年に公表された国際連合のレポートでは、社会保障費削減による若年層・女性・障害者・民族的マイノリティーへの影響が、他と比べて大きいことが懸念されていた。そのレポートによれば、最低賃金時給7.20ポンドでも十分ではなく、イギリス政府はパートタイムワークや0時間契約を減らすように努めるべきであると指摘された。
国連の経済的、社会的及び文化的権利委員会（CESCR）は、キャメロン政権の6年に渡る緊縮財政で、イギリスの所得格差が上昇していることに懸念を示した。委員会はベッドルーム・タックスやユニバーサル・クレジットのような逆進性のある政策は人権についての国際法に違反していると述べ、また付加価値税増税と法人税・相続税の減税で貧困層が富裕層よりも税負担が大きくなっている事実にも言及し、英国政府はより社会的に公正な税制にするよう勧告した。

## 評価
厳しい緊縮財政を批判されながらも、リーマン・ショック後の不景気からは比較的早い回復を果たし、「グレート・ブリテン」解体の危機と言われた2014年スコットランド独立住民投票も辛うじて乗り切り、2015年の総選挙では予想外の勝利で保守党単独政権に導くなど、保守党の首相としては一定の評価を得つつあった。しかしその評価は、自ら招いた2016年のEU離脱国民投票で地に落ちることになった。元来EU懐疑派ではあるが、EU離脱までは志向していなかったキャメロンは、党内の強硬なEU離脱派の圧力を利用してEUに様々な要求をつきつける一方、党内の強硬派を抑え込むために国民投票に打って出るという危険な賭けに出て、敗北した。EUや国内の親EU派から見れば、キャメロンはいわば自らの政治生命や党の一体性のために国家の命運を犠牲にした形となったのである。
英国戦後史を専攻する82人の研究者の評価では、キャメロンは戦後の英国の首相の中では、スエズ危機で退任したアンソニー・イーデン、短命でさしたる成果のないまま終わったダグラス・ヒュームに次ぐ低い評価となった。

## 親族・家族
- 父親は証券仲介業者のドナルド・キャメロン、母親は准男爵サー・ウィリアム・マウントの娘で、引退した治安判事のメアリー・フラー。
- 系譜（英語版）は、母方はウィリアム4世の愛妾であったドロシー・ジョーダンの庶子10人のうちの三女エリザベス・フィッツクラレンスの子孫であり[注釈 1]、エリザベス2世の遠縁にあたる。また、ロシアのエカチェリーナ2世も遠縁にあたる。母方祖父の軍人准男爵サー・ウィリアム・マウント（英語版）は1940年代に存在した航空機会社マイルズ・エアクラフト（英語版）の顧問。
- 父方には、近代英国の金融界で重きをなした人物が多く、父やイアンに至るまで、代々投資銀行パンミュア・ゴードンの経営に携わっている。パンミュアの仲買人であったアーサー・レヴィータ、香港上海銀行のロンドン支店長であったユーウェン・キャメロン（英語版）は、日露戦争当時、日本銀行副総裁高橋是清によるロスチャイルド家からの戦費調達にあたり、真っ先に公債を引き受けた[41]。

- 母親はルウェリン家の者でもあり、そのためキャメロンはウェールズ人、スコットランド人、イングランド人が混じっていると本人は述べている[42]。
- また、曽祖父のアーサー・レヴィータは、16世紀のイディッシュ語作家のエリア・レヴィータ（英語版）の子孫でドイツ系ユダヤ人（英語版）だったことを述べている [43][44]。
- 家族は妻（サマンサ・シェフィールド夫人）、3子。第一子は脳性麻痺及び大田原症候群に罹患し、2009年2月に夭折した。自らも幼子を失った経験のあるゴードン・ブラウンも追悼の意を表した[45]。

## スキャンダル
- 2007年1月
出版予定のキャメロンの伝記の中で高校・大学時代の大麻吸引に言及がなされていることが判明し、本人も大麻吸引の事実を認めた。この疑惑は保守党党首に選出された2005年頃から存在したが、本人は否定も肯定もしていなかった。
- 2013年10月
キャメロンが食パン一斤の価格を知らないことが報道された。イギリスのメディアはしばしば政治家に食品や生活用品の価格を問い、適切な回答ができなければ揚げ足取りのように扱われる場合が多く、食パン価格の報道もその一環である。なおキャメロンは食パンの価格を知らない理由について「出身地の小麦粉を使って自らパンを焼いているため」としている[46]。

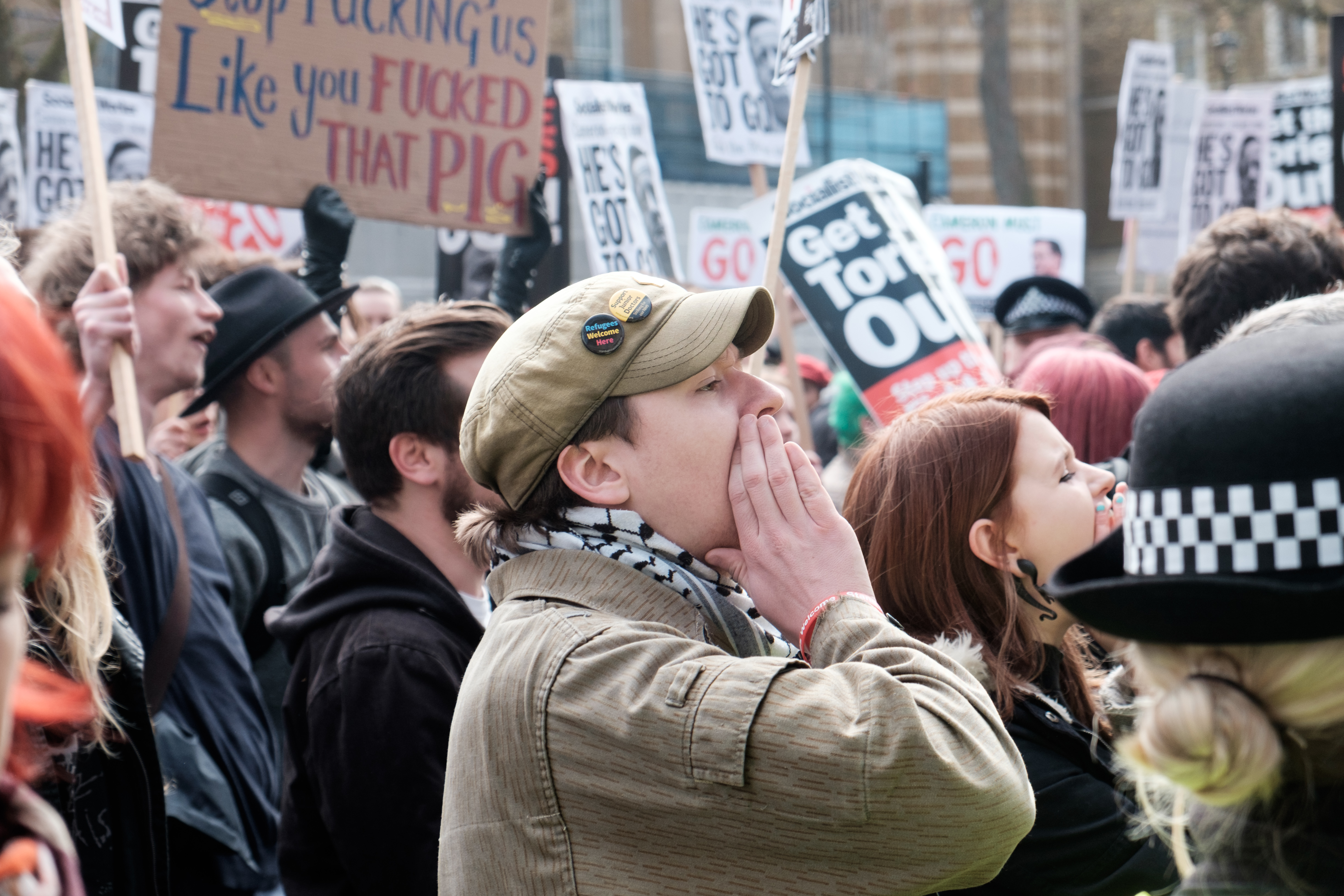
パナマ文書を巡り、キャメロンに引責辞任を求める人々（2016年4月9日）

- パナマの法律事務所、モサック・フォンセカ（Mossack Fonseca）によって作成された、租税回避行為に関する一連の機密文書、パナマ文書が2016年4月3日に公開され、キャメロンの亡き父親の名前が挙がった。キャメロンとその周辺はパナマのオフショアファンドの所有を否認してきたが、後になって首相就任前に一時保有していたことを認めた。キャメロンは適切な税務処理を行ったとして所得税は支払ったものの、キャピタル・ゲイン税は発生しなかったため、払っていないと釈明した。また、亡父から相続した遺産30万ポンドの中にオフショアのファンドが含まれているか認識していなかったと述べた[47]。

過去には、キャメロンが「租税回避地を使った脱税は許さない」と発言していたことから、言動不一致のキャメロンの人気は急落し、政党支持率も労働党党首ジェレミー・コービンを下回った。イギリスの欧州連合離脱是非を問う国民投票を巡る議論でも、「EU残留派」であるキャメロンの求心力が弱まったことで、当時のロンドン市長ボリス・ジョンソン率いる「EU離脱派」の勢いが強まった。

## 発言

### 私のことが嫌いでも、私は永遠に首相ではない
2014年9月18日にスコットランド独立の住民投票が行われたが、イギリス政府側が自治権拡大を約束 したことなどが奏功し結果的に独立は否決された。しかし、一時は賛否が拮抗した状態となり祖国分裂への危機感が高まっていたため、キャメロンは9月15日にスコットランドを訪問し、次のような感情的な演説を行った（スコットランドは保守党の支持者が少なく、労働党やスコットランド国民党支持者が多数）。
しかし分裂回避の直後の演説でキャメロンは、権限を委譲するもののそれは英国全体で中央から地方に権限を委譲するということであり、スコットランドだけを特別扱いしないという趣旨の演説を行い、スコットランド住民からは「独立を阻止するために行われた約束だから守られないのでは」といった声があがった。

### 私が隠れた離脱支持者だったことは決してない
2016年6月23日にイギリスのヨーロッパ連合離脱をめぐる国民投票は、政府目標であった移民10万人の水準を大幅に上回る、33万3千人の移民が2015年中に流入していたことが明らかになった事で、キャメロンの思惑とは異なり、欧州連合残留派は優位を失っていった。
2016年5月27日の伊勢志摩サミットにおいても、キャメロンはこの話題に神経をとがらせており、元側近が「首相は密かに離脱を支持している」などと語ったことについて、G7後の記者会見で「私が隠れた離脱支持者だったことは決してない」と否定した。